# Lutzomyia longipalpis
Espèce
Lutzomyia longipalpis est une espèce d'insectes diptères de la famille des Psychodidae (espèces parfois appelées mouches d'égout).

## Taxonomie
Le nom valide complet (avec auteur) de ce taxon est Lutzomyia longipalpis (Lutz & Neiva (d), 1912).
L'espèce a été initialement classée dans le genre Phlebotomus sous le protonyme Phlebotomus longipalpis Lutz & Neiva, 1912,.
Lutzomyia longipalpis a pour synonymes :
- Phlebotomus almazani Galliard, 1934
- Phlebotomus longipalpis Lutz & Neiva, 1912
- Phlebotomus otamae Núñez Tovar, 1924

## Publication originale
- (de) A. Lutz et A. Neiva, « Contribuição para o conhecimento das especies do genero Phlebotomus existentes no Brazil (portugais) », Memórias do Instituto Oswaldo Cruz, Rio de Janeiro, Institut Oswaldo-Cruz et Instituto Oswaldo Cruz, Ministério da Saúde (d), vol. 4, no 1,‎ 1912, p. 84-95 (ISSN 0074-0276 et 1678-8060, OCLC 1197361, DOI 10.1590/S0074-02761912000100006, lire en ligne).